# Южный Йемен на Арабских играх
Южный Йемен принимал участие в Арабских (Панарабских) играх только два раза, на Играх 1976 и Играх 1985 годов. На следующих Играх спортсмены выступали в команде Йемена.
На всех Играх спортивные делегации Южного Йемена завоевали всего 1 бронзовую медаль, в медальном зачёте занимают 24-е место.

## Медальный зачёт
| Игры        | Золото | Серебро | Бронза | Всего | Место |
| Дамаск 1976 | 0      | 0       | 1      | 1     | 6     |
| Рабат 1985  | 0      | 0       | 0      | 0     | —     |
| Всего       | 0      | 0       | 1      | 1     | 24    |